# The Belfry Golf Club
The Belfry Golf Club is een beroemde golfclub in Engeland.
De club beschikt over drie 18 holesbanen: 'The Brabazon Course', waar alle grote toernooien worden gespeeld, 'The PGA National Course' en 'The Derby Course', alle banen zijn ontworpen door Dave Thomas, de Barbazon baan in samenwerking met Peter Alliss. Regelmatig is The Belfry gastheer van grote toernooien. Zo heeft de Europese Tour 11x The Belfry bezocht, en de Ryder Cup 4x.
The Belfry ligt in het plaatsje Wishaw in het graafschap Warwickshire, vlak bij Birmingham in de Engelse regio West Midlands.

## Europese Tour
| Year | Tournament                         | Winner                    | Land       |
| ---- | ---------------------------------- | ------------------------- | ---------- |
| 2008 | Quinn Insurance British Masters    | Gonzalo Fernández-Castaño | Spanje     |
| 2007 | Quinn Direct British Masters       | Lee Westwood              | Engeland   |
| 2006 | Quinn Direct British Masters       | Johan Edfors              | Zweden     |
| 2003 | Benson & Hedges International Open | Paul Casey                | Engeland   |
| 2002 | Benson & Hedges International Open | Ángel Cabrera             | Argentinië |
| 2001 | Benson & Hedges International Open | Henrik Stenson            | Zweden     |
| 2000 | Benson & Hedges International Open | José María Olazabal       | Spanje     |
| 1992 | Murphy's English Open              | Vicente Fernández         | Argentinië |
| 1991 | NM English Open                    | David Gilford             | Engeland   |
| 1990 | NM English Open                    | Mark James                | Engeland   |
| 1989 | NM English Open                    | Mark James                | Engeland   |

## Ryder Cup
| Year | Winner                          | Score | Score |
| ---- | ------------------------------- | ----- | ----- |
| 2002 | Europa                          | 15½   | 12½   |
| 1993 | Verenigde Staten                | 15    | 13    |
| 1989 | Europa Tie; Europa houdt de Cup | 14    | 14    |
| 1985 | Europa                          | 16½   | 11½   |

Sinds 2005 is de club eigendom van de Ierse miljardair Sean Quinn.